# Historia de una carta
Historia de una carta es una película en blanco y negro de Argentina dirigida por Julio Porter sobre el guion de Conrado Nalé Roxlo que se estrenó el 17 de octubre de 1957 y que tuvo como protagonistas a Ángel Magaña, Julia Sandoval, Enrique Chaico y Maruja Montes.

## Sinopsis
Un hombre desesperado envía una carta a una mujer anunciándole su suicidio pero luego se arrepiente.

## Reparto
- Ángel Magaña
- Julia Sandoval
- Enrique Chaico
- Maruja Montes
- Tito Gómez
- Inda Ledesma
- Carlos Lagrotta
- Oscar Alemán
- María Aurelia Bisutti
- Antonio Martiánez
- Juan C. Dusso
- Luis García Bosch
- Mariel Luján
- Alfonso Pisano
- María E. Rodríguez
- Germán Vega
- India Alemán
- Nelly Beltrán
- Tato Bores
- Susana Latou ...extra

## Comentarios
La Prensa dijo del filme:

”Simpatía y dignidad de un film local…es un avance…Julio Porter dirigió con acierto.”

Por su parte Manrupe y Portela escriben:

”Algunos momentos dramáticos en un tema interesante, la búsqueda desesperada de una carta con un mensaje fatal, un Magaña correcto y el hallazgo actoral de Oscar Alemán como el músico que cuida solo a sus hijos. También se notan algunos toques de humor de Nalé Roxlo. Ese mismo año se estrena El hombre señalado  con un parecido temático bastante curioso, algo más materialista”